# Diritti linguistici
I diritti linguistici (anche diritti umani in contesto linguistico o diritti umani linguistici) sono diritti umani e civili che fanno riferimento al diritto individuale e collettivo di scegliere la propria lingua o lingue con cui comunicare, sia in privato che in pubblico, indipendentemente della nazionalità, etnia o numero di parlanti di tale lingua in determinato territorio.
i diritti linguistici comprendono il diritto ad avere atti legali, amministrativi e giudiziari, l'educazione e i mezzi di comunicazione in una lingua che possa essere compresa e scelta liberamente per le persone interessate. Tali diritti costituiscono uno strumento utile per combattere la culturalizzazione forzata a e l'imperialismo linguistico, soprattutto in un contesto che cerca di proteggere le minoranze e i popoli indigeni.
Nel diritto internazionale i diritti linguistici sono inclusi nel contesto dei diritti culturali e educativi. Alcuni documenti fondanti per la prevenzione dei diritti linguistici sono la Dichiarazione universale dei diritti linguistici, la Carta europea delle lingue regionali o minoritarie e la Convenzione quadro per la protezione delle minoranze nazionali.

## Un movimento per i diritti linguistici
La disparità di potere fra le lingue è alla base di una continua insicurezza linguistica o di una diretta oppressione linguistica per grande parte della popolazione mondiale. Nella comunità esperantista gli appartenenti a lingue maggiori e minori, ufficiali e non ufficiali, s'incontrano su un terreno neutrale, grazie alla volontà reciproca di realizzare un compromesso. Tale equilibrio tra diritti linguistici e responsabilità crea un precedente utile a sviluppare e valutare altre soluzioni perla diseguaglianza linguistica e per i conflitti generati dalle lingue.  Le grandi differenze di potere tra le lingue minano le garanzie, espresse in tanti documenti internazionali, di parità di trattamento senza discriminazioni su base linguistica.